# آنا روبرتسون
آنا روبرتسون (بالإنجليزية: Anna Neagle)‏ (و. 1904 – 1986 م) هي ممثلة، ومغنية، وموسيقية، من المملكة المتحدة، توفيت عن عمر يناهز 82 عاماً بسبب قصور كلوي، ومرض باركنسون.

## جوائز
حصلت على جوائز منها:
- قائدة رتبة الإمبراطورية البريطانية.

## وصلات خارجية
- آنا روبرتسون على موقع IMDb (الإنجليزية)
- آنا روبرتسون على موقع الموسوعة البريطانية (الإنجليزية)
- آنا روبرتسون على موقع ألو سيني (الفرنسية)
- آنا روبرتسون على موقع ميوزك برينز (الإنجليزية)
- آنا روبرتسون على موقع أول موفي (الإنجليزية)
- آنا روبرتسون على موقع قاعدة بيانات الأفلام السويدية (السويدية)
- آنا روبرتسون على موقع إن إن دي بي (الإنجليزية)
- آنا روبرتسون على موقع ديسكوغز (الإنجليزية)
- آنا روبرتسون على موقع قاعدة بيانات الفيلم (الإنجليزية)
- آنا روبرتسون على موقع كينوبويسك (الروسية)